# Mont-Dore
Mont-Dore je francouzské město a obec v departementu Puy-de-Dôme v regionu Auvergne-Rhône-Alpes. V roce 2013 zde žilo 1347 obyvatel.